# Campionato oceaniano maschile di pallacanestro 1981
Il 5º campionato oceaniano maschile di pallacanestro FIBA (noto anche come FIBA Oceania Championship 1981) si è svolto in Nuova Zelanda.
I campionati oceaniani maschili di pallacanestro sono una manifestazione biennale tra le squadre nazionali del continente, organizzata dalla FIBA Oceania. Storicamente questo torneo è disputato dalle sole nazionali dell'Australia e della Nuova Zelanda.

## Squadre partecipanti
- Australia
- Nuova Zelanda

## Gare
| Squadra   | Punteggio | Squadra       | Serie           |
| Australia | 78 - 55   | Nuova Zelanda | 1 - 0 Australia |
| Australia | 80 - 71   | Nuova Zelanda | 2 - 0 Australia |

## Campione
Australia
(5º titolo)